# Martin Schott
Pour les articles homonymes, voir Schott.
Martin ou Marten Schott (en latin : Martinus Schottus), est un imprimeur-typographe né à Strasbourg, alors dans le Saint-Empire romain germanique, dans la première moitié du XVe siècle et décédé le 22 novembre 1499 dans cette même ville.

## Biographie
Martin Schott naît au sein d’une famille patricienne de la ville libre impériale de Strasbourg. Son père Friedrich est un sculpteur et graveur sur bois qui s’est intéressé aux caractères typographiques et à leur perfectionnement pour les substituer aux planches xylographiques jusque-là utilisées. L'intérêt que son père porte à l’imprimerie moderne semble être partagé par Martin Schott qui épouse la fille cadette de Johannes Mentelin auprès de qui il a probablement fait son apprentissage d’imprimeur.
Par ce mariage, Schott devient le beau-frère d’un autre imprimeur, Adolf Rusch, qui a épousé la fille aînée de Mentelin. À la mort de ce dernier en 1478, Rusch reprend ses presses typographiques ainsi que son atelier situé rue des Épines à Strasbourg : cette situation amène Schott à s’installer ailleurs dans la ville, probablement rue des Tonneliers, et a commencé son activité aux environs de 1481.
À la suite de la mort d’Adolf Rusch en 1489, Schott semble posséder en 1492 l'ancienne demeure strasbourgeoise de Mentelin de la rue des Épines. Il décède à son tour le 22 novembre 1499 et son fils Johann, né en 1477, lui succède alors comme imprimeur-typographe.

## Œuvre
Le premier ouvrage sortant des presses de Martin Schott et comportant une date est le Plenarium paru le 4 octobre 1481 ; d’autres éditions paraissent en 1483 et 1491. Schott est l’un des premiers imprimeurs alsaciens à avoir orné la plupart de ses ouvrages de bois gravés alors que cela est exceptionnel chez d’autres comme Heinrich Eggestein ou Adolf Rusch. Bien qu'il s’agit d’une exécution plutôt primitive, certaines réalisations de Schott se signalent par leur facture soignée et par leur naturel.
Le Gesamtkatalog der Wiegendrucke répertorie et lui attribue 48 imprimés, dont 14 sont conservés à la Bibliothèque nationale et universitaire de Strasbourg. Parmi ces réalisations se trouvent :
- Disz Büch ist genant die vier vnd twantzig Alten oder der guldin tron d’Otto de Passau (de), avec 26 gravures, imprimé en 1483[6] ;
- De amore et amoris remedio d’André le Chapelain, en 1484 ;
- Doctrinale d’Alexandre de Villedieu, commenté par Johannes Synthen, dont parurent deux éditions les 11 août et 27 novembre 1487 ;
- Grammatica nova de Bernhard Perger (sl), en 1488 ;
- Das Buch des Geschichte des grossen Alexanders (Historia Alexandri Magni) traduit du latin par Johannes Hartlieb, orné de 28 gravures, imprimé le 10 décembre 1488 puis suivi de deux autres éditions en 1489 et 1493 ;
- Ein hübsche Histori von der künigelichenn Stat Troy wie si zerstörett wartt (Historia destructionis Troiae) de Guido delle Colonne, traduit par Hans Mair, illustré de 106 gravures et publié le 13 mars 1489 ;
- Opus Canonum Aurelii Augustini…, orné de 4 gravures représentant saint Augustin, en 1490 ;
- Die vier und zwenzig gulden Harpfen de Johannes Nider, avec 25 gravures, paru le 3 août 1493 ;
- Lucubratiunculae ornatissimae de son cousin Peter Schott en 1498 ;
- Philippica… de Jakob Wimpfeling, le 19 novembre 1498.

Imprimé le 10 mars 1499, l’Agatharchia Id est Bonus principatus de Wimpfeling est le dernier livre que Schott ait édité. Sa marque typographique correspond au blason de sa famille, un arbre ou un chou avec ses racines s’élevant entre ses initiales personnelles « M. S. ».

## Galerie

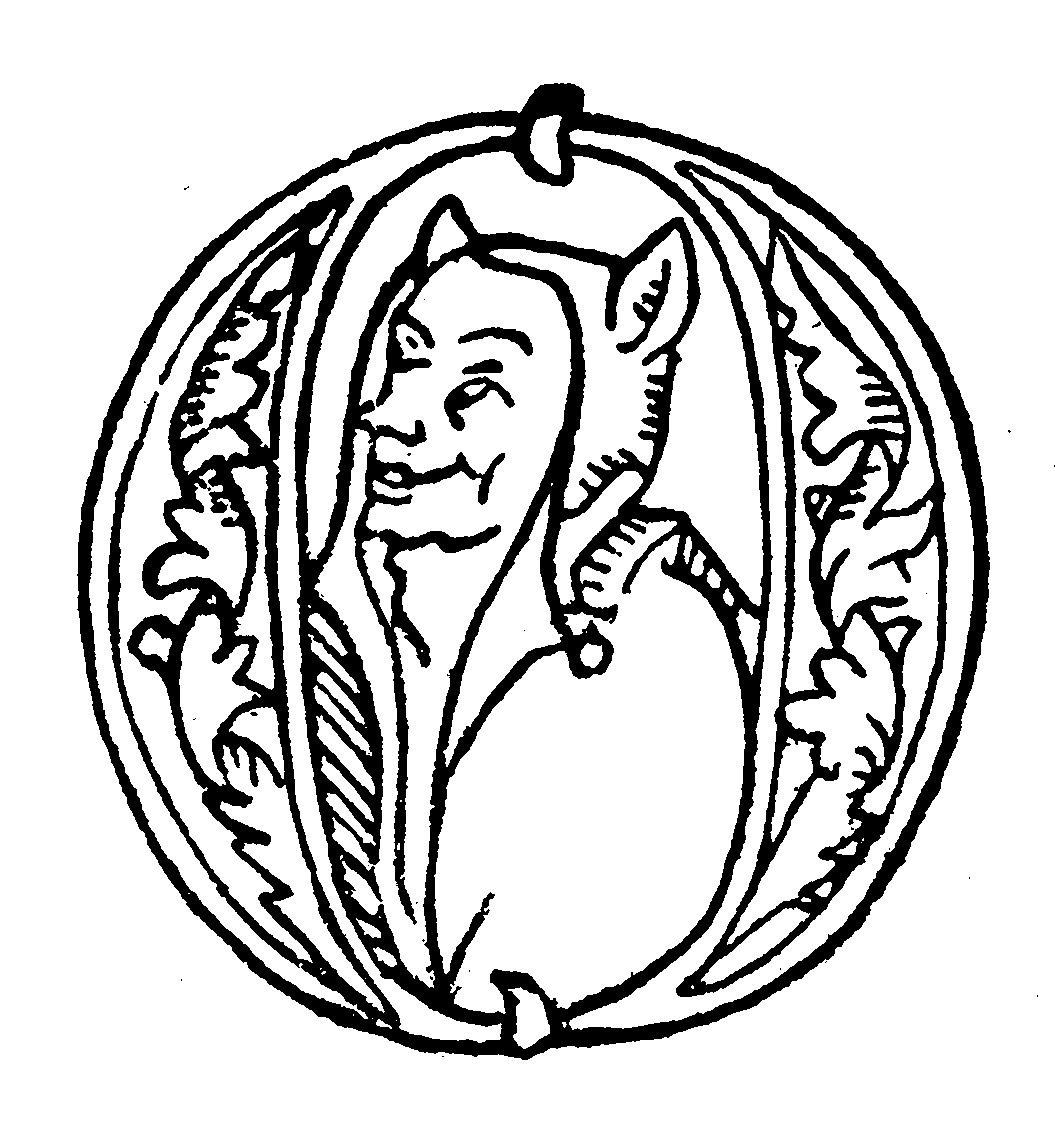
Initiale O (1481)
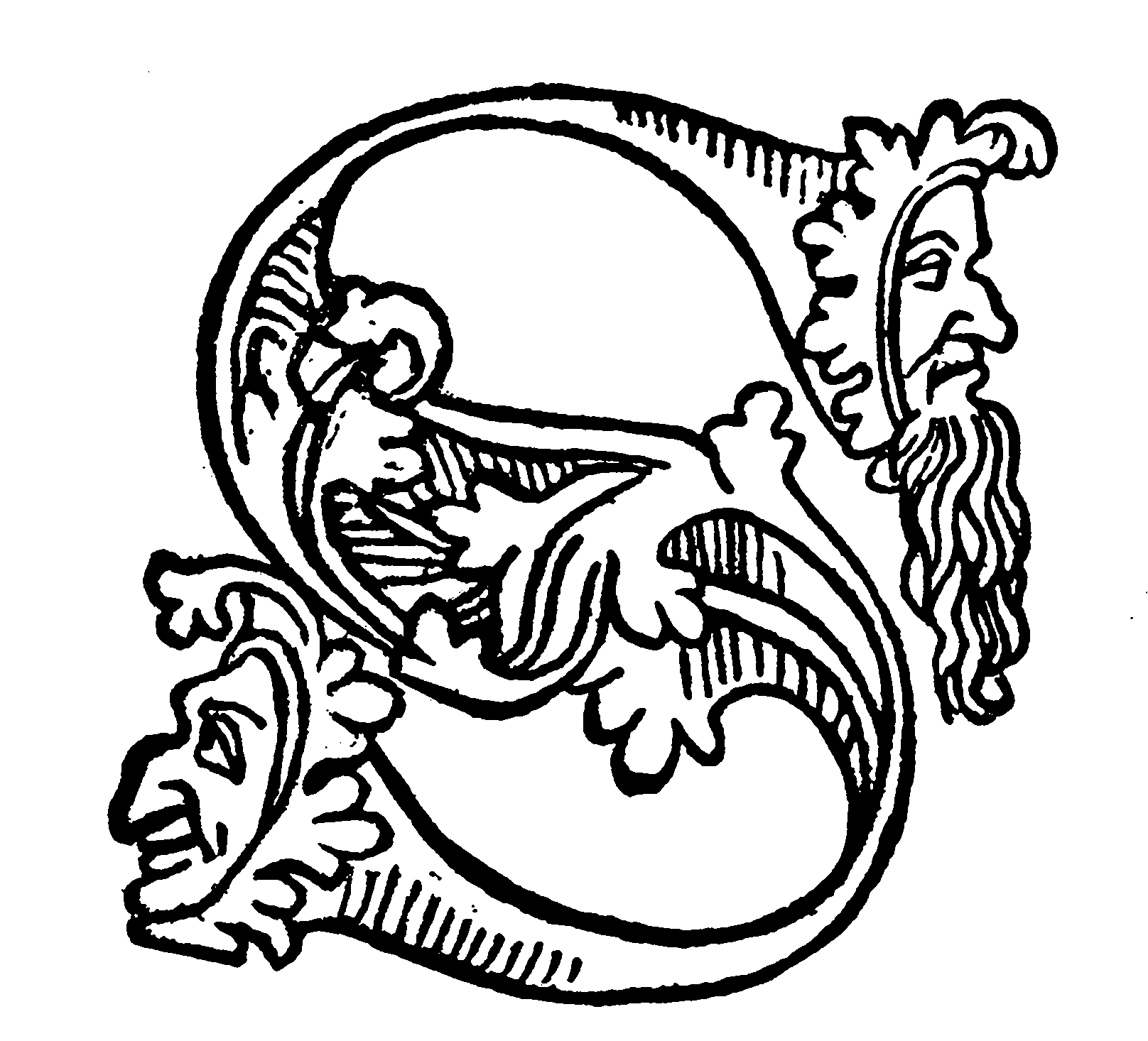
Initiale S (1483)
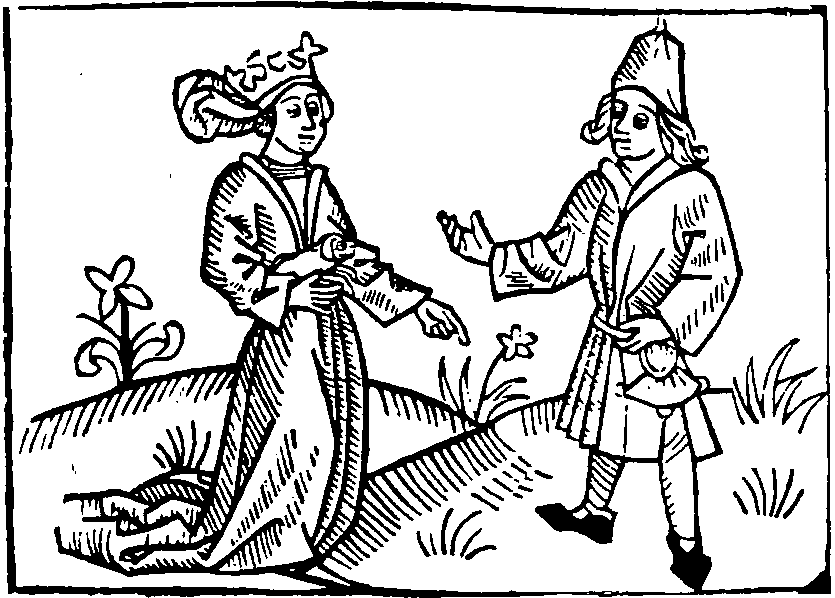
Extrait de De amore et amoris remedio (1484)
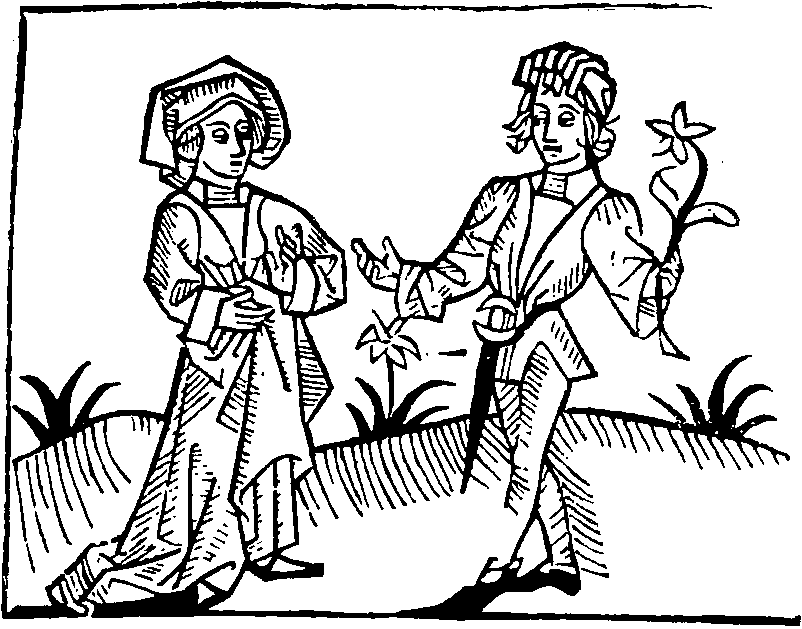
Extrait de De amore et amoris remedio (1484)
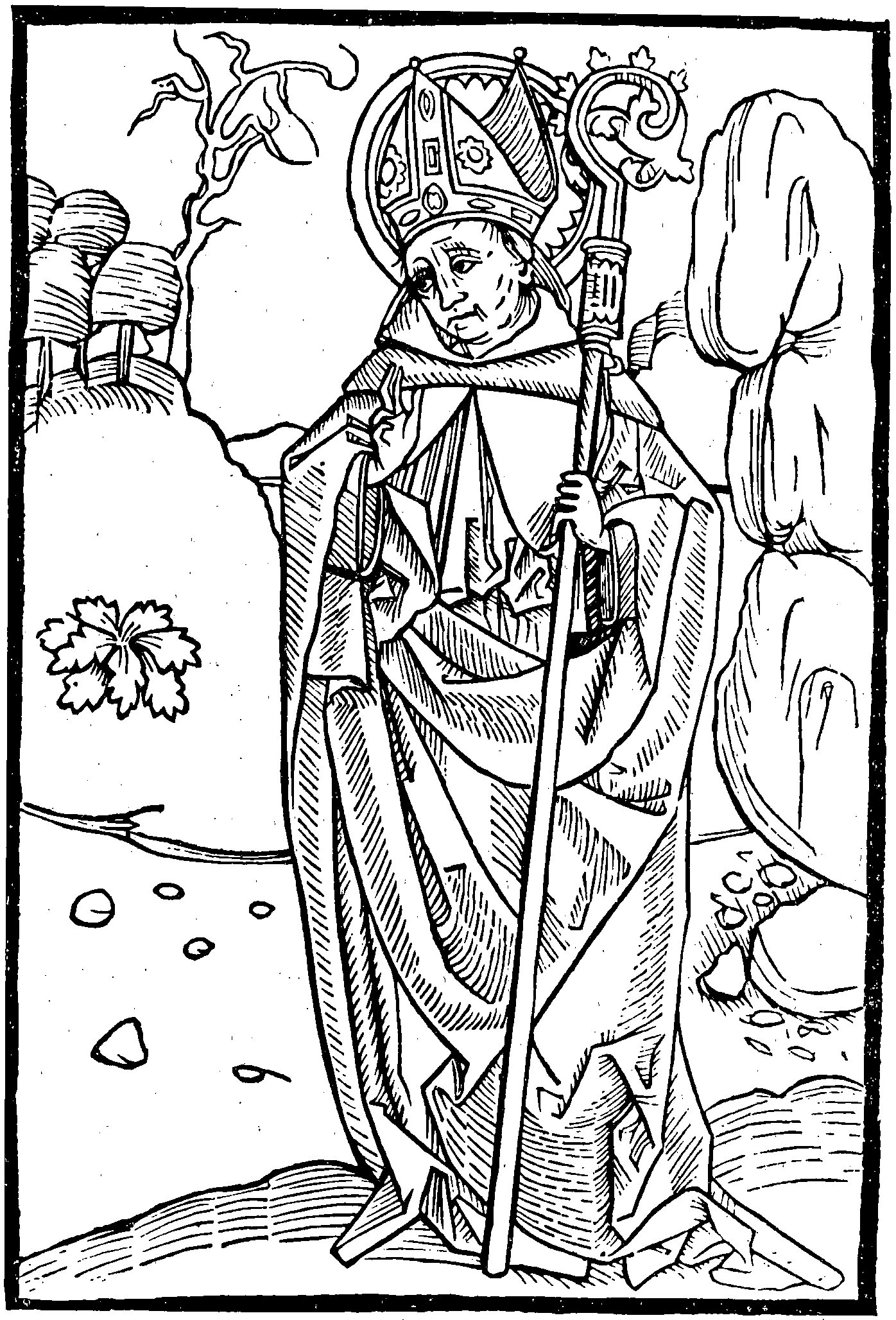
Extrait de l'Opus Canonum Aurelii Augustini... (1490)